# Kleinseebacher Mühle

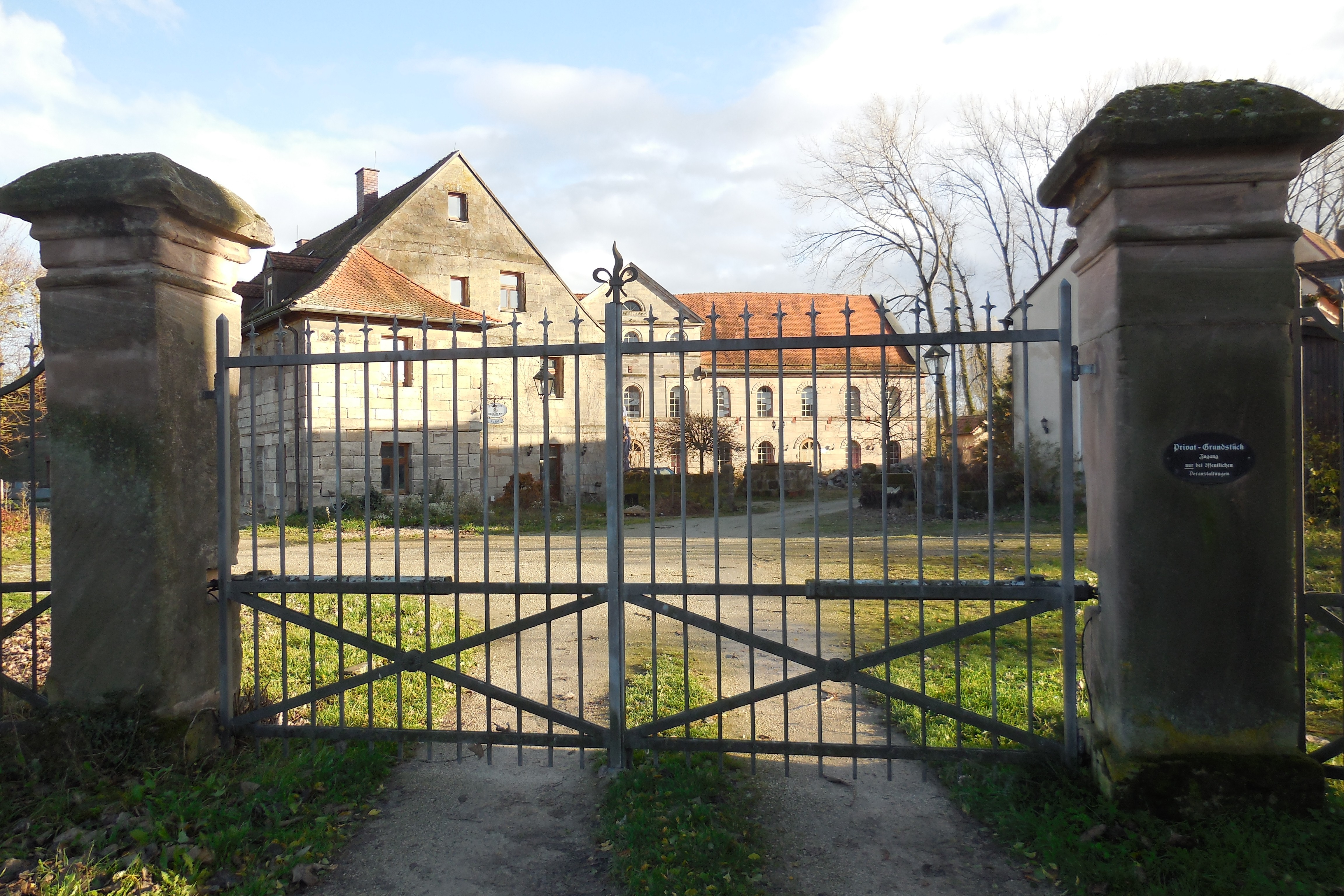
Kleinseebacher Mühle

Die Kleinseebacher Mühle ist eine denkmalgeschützte Mühle auf dem Gemeindegebiet von Möhrendorf im Landkreis Erlangen-Höchstadt (Mittelfranken, Bayern).

## Lage

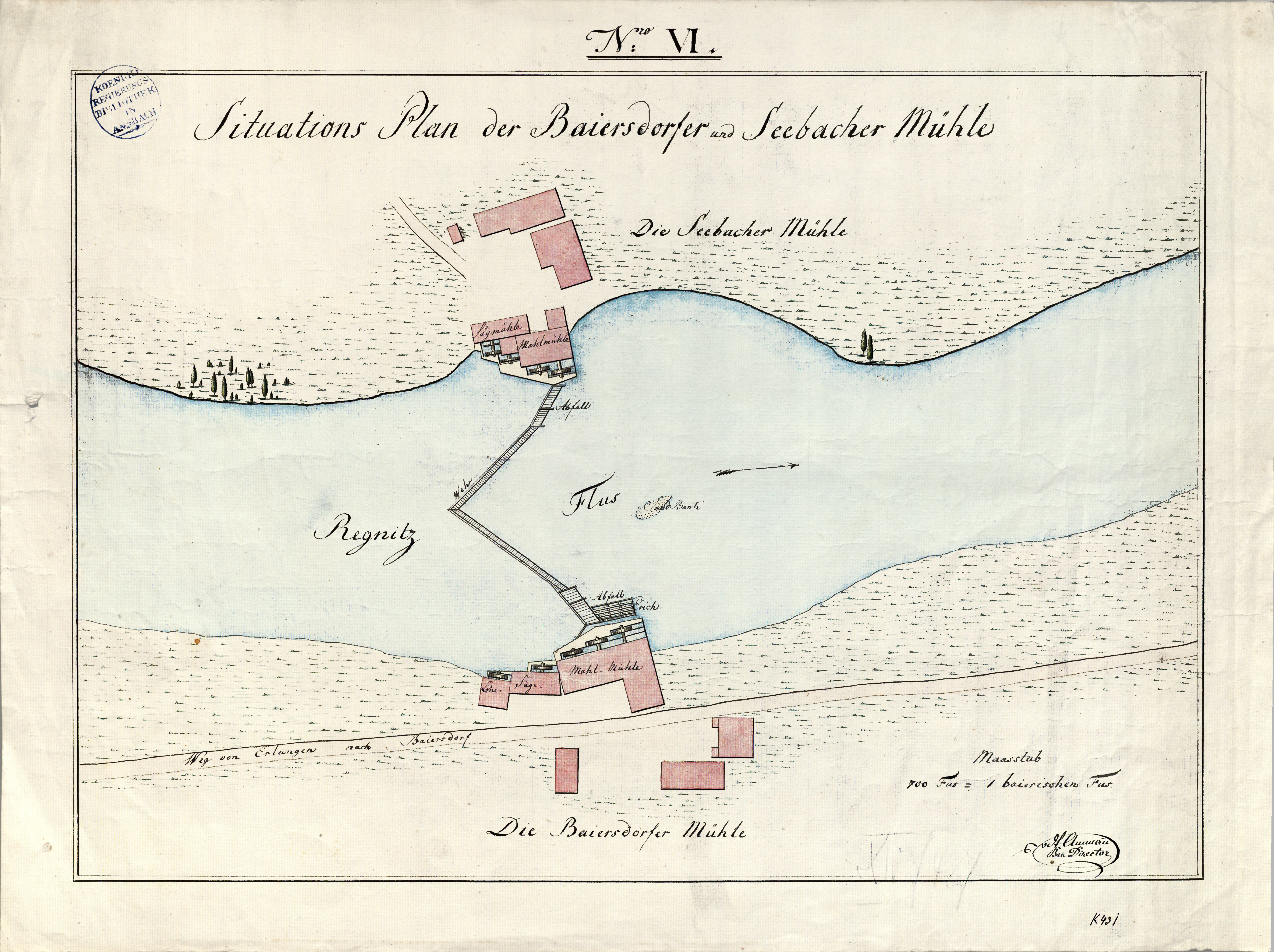
Kleinseebacher und Baiersdorfer Mühle, Situationsplan 1816

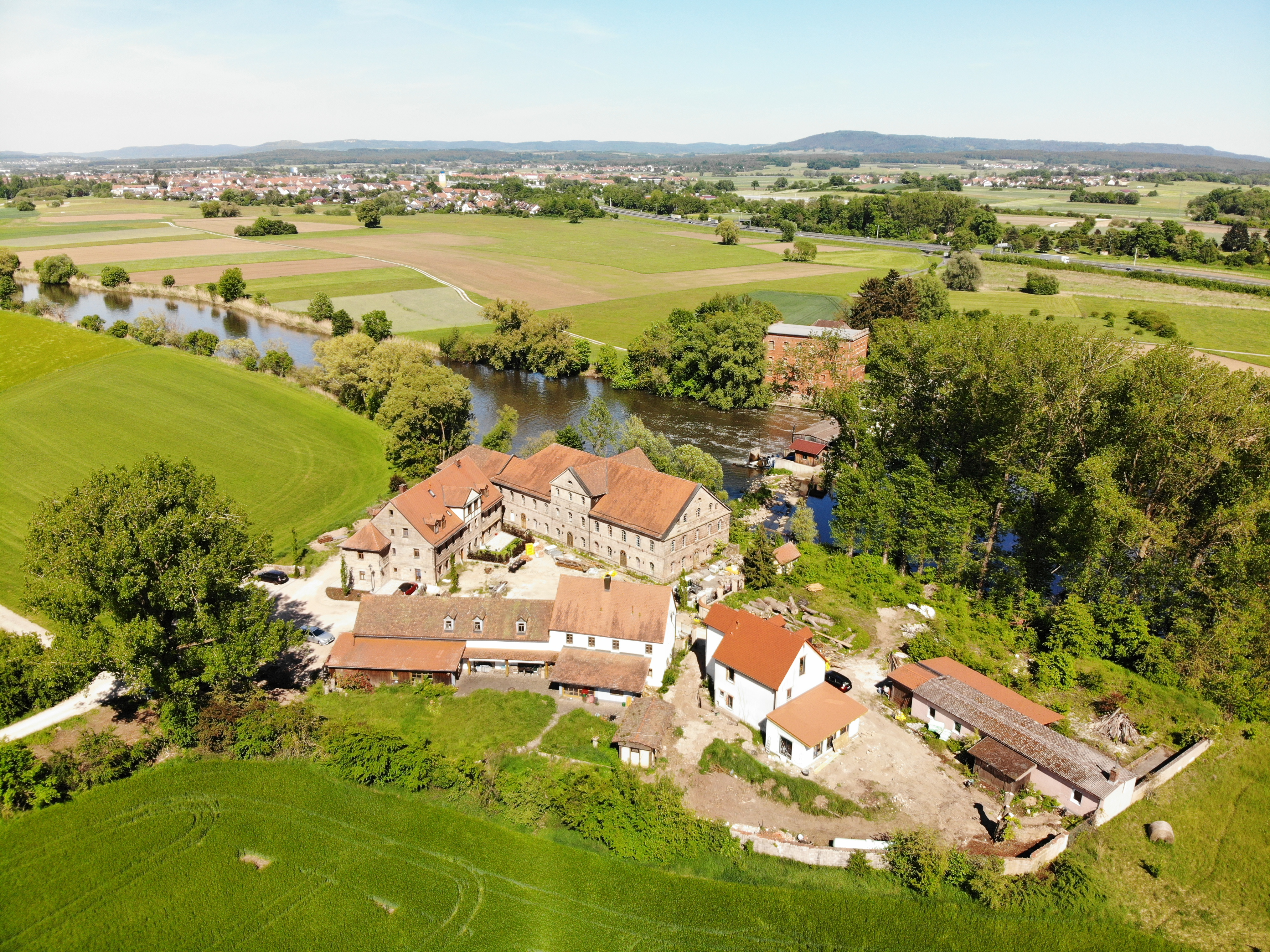
Kleinseebacher Mühle von Süd-Westen auf der anderen Seite der Regnitz die Baiersdorfermühle Luftaufnahme (2020)

Die Kleinseebacher Mühle liegt einen halben Kilometer östlich von Kleinseebach am linken Ufer der Regnitz bei Flusskilometer 38,7 am Wehr Baiersdorf-Kleinseebach. Heutige Adresse ist Mühlentheater 2, Möhrendorf. Gegenüber, am anderen Ende des Wehres, also am rechten Ufer, liegt die zur Stadt Baiersdorf gehörende Baiersdorfermühle. Früher waren die beiden Mühlen durch einen Holzsteg für Pferdefuhrwerke verbunden, der zum Schutz gegen Eis und Treibgut im Herbst abgebaut und im Frühjahr nach der Schneeschmelze wieder aufgebaut wurde. Der Steg erlaubte den Verkehr mit Pferdefuhrwerken zwischen Kleinseebach und Baiersdorf.
Flussaufwärts arbeiten zehn historische Möhrendorfer Wasserschöpfräder und bewässern die sandigen Wiesen.

## Geschichte
Die Kleinseebacher Mühle war vermutlich schon im 14. Jahrhundert in Betrieb. Ältester Urkundeneintrag 1368. 1571 sind erste Streitigkeiten zwischen Seebacher und Baiersdorfer Mühle über die Stauhöhe belegt, die sich in den folgenden Jahrhunderten regelmäßig wiederholten. 1778 werden zwei Mahl-Wasserräder und ein Schmiedewasserrad beschrieben, mit abgelegenem Wohnhaus, Stadl und Stallung. Bis dahin war die Mühle im Besitz der Stadt Nürnberg. 1803 wurde die Mühle neu aufgebaut. Drei Wasserräder lieferten die Energie für die Mehl-Mühle, eines für die Säge-Mühle. Ein Situationsplan aus dem Jahr 1816 von Ambrosius von Amman zeigt die Lage der Kleinseebacher Mühle am linken Ufer (oben) und der Baiersdorfer Mühle am anderen Ufer gegenüber. 1812 steht Joh. Michael Reindel im Häuserkataster als Müllermeister und Besitzer. Weitere Einzelheiten über die Besitzverhältnisse finden sich in der Chronik der Gemeinde Möhrendorf.

### Die Fabrik
Im 18. Jahrhundert wurden in der „Fabrik“ Buntmetalle zu Bronzepulver gemahlen.
Am 17. Dezember 1836 wurde die Mühle von der Familie Fischer aus Erlangen übernommen, die eine Zweigstelle der „Folien- und Spiegelfabrik“ einrichteten. Die Mühle wurde dann „Die Fabrik“ genannt. 1838 vernichtete ein Brand das Fabrikgebäude.  Das alleinstehende Wohnhaus wurde im Jahre 1839 erbaut. 1842 wurde das heutige Fabrikgebäude fertiggestellt.
Als die Spiegelindustrie wegen des neuen Arbeitsschutzgesetzes von 1891 von der Amalgam- zur Silberbelegung übergehen musste, begann der Niedergang des Unternehmens, da der Markt für Zinnfolien verfiel. 1906 wurde das große Werk an der Regnitz im Zuge der Auflösung der AG veräußert.

### Neue Mühle
Da die Kleinseebacher Mühle an der Regnitz seit 1836 nicht mehr als Getreidemühle zur Verfügung stand, hat der Müller Johann Konrad Hüls aus Baiersdorf eine neue Mühle gebaut. Sie lag etwas näher am Ort Kleinseebach, direkt an der Seebach, die damals noch östlich von der alten Mühle in die Regnitz mündete. Die neue Mühle an der Seebach war zuerst bekannt unter dem Namen „Hülsenmühle“, dann als „Heinleinmühle“. 1838 ging die Bezeichnung „Kleinseebacher Mühle“ auf die neue Mühle über und trägt diesen Namen bis heute, während die alte Mühle „Die Fabrik“ und später „Mühlentheater“ hieß.
Die weitere sehr wechselhafte Geschichte der neuen Kleinseebacher Mühle ist ausführlich in der Chronik der Gemeinde Möhrendorf beschrieben. Zuletzt wurde die Mühle von der Familie Lange betrieben und 1971 endgültig stillgelegt. Heute dienen die Gebäude als Wohnungen und gewerblich als Lager, Gärtnerei und Zimmerei.

### Zweiter Weltkrieg
Im Zweiten Weltkrieg (1939–1945) diente „Die Fabrik“ als Unterkunft für Flüchtlinge aus dem Osten Deutschlands und Bombengeschädigten aus der weiteren Umgebung. 1945 beherbergte die Mühle eine „Wohngemeinschaft“ von über hundert Frauen, Männern und Kindern. Die Verhältnisse waren ziemlich desolat. Das Trinkwasser war verschmutzt durch eine Fürther Brillenglasfabrik, die Gläser mit einer Schleifpaste bearbeitete und mit Trinkwasser spülte. Hunger führte zu Mundraub auf den Kartoffelfeldern, Mangel an Heizmaterial führte zum Abholzen des Waldes. Ein Mohnanbau sudetischer Bewohner wurde fälschlich als Opium-Anbau verdächtigt. Bei Hochwasser war der gesamte Fabrikbereich überflutet. Besonders schlimm waren die alljährlich auftretenden Frühjahrshochwasser, ausgelöst durch den tiefen Oberndorfer Weiher. Die Mühle war abgeschnitten von Kleinseebach. Eisblöcke zerstörten die Möhrendorfer Brücke; sie wurde bis zum Wiederaufbau durch eine Seilfähre ersetzt. Trotz allem lebte die Mühlengemeinschaft in gutem Miteinander und teilten das Wenige, was sie hatten. Sie planten sogar, eine eigene Gemeinde zu gründen.

### Nachkriegszeit
In den 1960er Jahren kaufte Edmund Brockers die Mühle, der damals auch Besitzer der Baiersdorfer Mühle und des zwischen den beiden Mühlen liegenden Flusskraftwerkes war. Zuerst wurden Autowaschanlagen montiert, später Reinigungsmittel abgefüllt. In den 1980er Jahren wurde das Gebäude nur noch als Lager genutzt und verfiel zunehmend. 1992 wurde die Mühle an den Kabarettisten Gerd Fischer verkauft und von diesem aufwändig renoviert und bis 2016 unter dem Namen Mühlentheater als Kleinkunstbühne genutzt.
Heute besteht das Anwesen aus dem großen Mühlengebäude, einem angebauten und einem freistehenden Wohnhaus und Nebengebäuden und ist in Privatbesitz.

### Einwohnerentwicklung
| Jahr      | 001818 | 001840 | 001861 | 001871 | 001885 | 001900 | 001925 | 001950 |
| Einwohner | *      | 49     | 40     | 9      | 45     | 37     | 5      | 15     |
| Häuser    | *      | 2      |        |        | 2      | 2      | 1      | 1      |
| Quelle    | [ 9 ]  | [ 10 ] | [ 11 ] | [ 12 ] | [ 13 ] | [ 14 ] | [ 15 ] | [ 16 ] |

## Religion
Der Ort ist seit der Reformation evangelisch-lutherisch geprägt und nach St. Oswald und Martin (Möhrendorf) gepfarrt. Die Einwohner römisch-katholischer Konfession sind nach Herz Jesu (Erlangen) gepfarrt.

## Denkmalschutz
Die Mühle ist als Baudenkmal in die Liste der Baudenkmäler in Möhrendorf aufgenommen unter der Nummer D-5-72-142-46. Dort steht: „Mühlentheaterstraße 2. Ehem. Schleif- und Pulvermühle, sog. Kleinseebacher Mühle, jetzt Möhrendorfer Mühlentheater: Wohnhaus, zweigeschossiger Sandsteinquaderbau mit Satteldach, Fledermausgauben und Gesimsgliederung, 1836, im Kern wohl älter, zweigeschossiger Mühlenbau, 18./19. Jh.; ehem. Schleife, nach 1900 Pulvermühle, langgestreckter zweigeschossiger klassizistischer Sandsteinquaderbau mit dreigeschossigem Mittelrisalit, 1839-42, bez. 1839.“
Insgesamt sind in Möhrendorf 46 Baudenkmäler verzeichnet, unter anderem auch die zahlreichen Wasserschöpfräder an der Regnitz.

## Mühlentheater

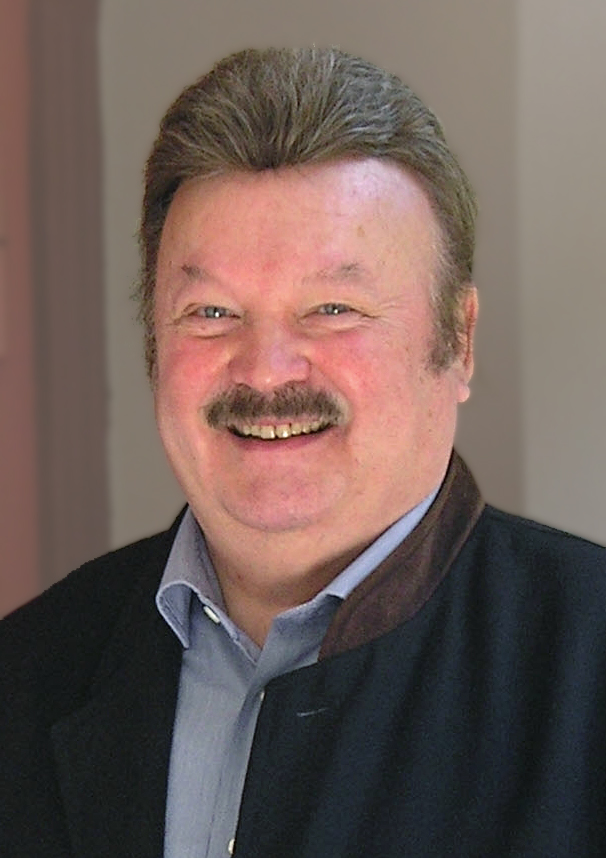
Gerd Fischer

1992 übernahm der Kabarettist Gerd Fischer (1943–2017) das inzwischen heruntergekommene Anwesen und baute es zu einem Theater aus. Eröffnung war am 18. September 1993. Das Mühlentheater wurde 24 Jahre als Kleinkunstbühne genutzt und war für Gerd Fischer das zweite Standbein neben dem Tassilo-Theater in Nürnberg. In beiden Theatern war er Eigentümer und Intendant, und beide Bühnen bespielte er als Kabarettist auch selbst.

### Programm
Angeboten wurden Theater-, Musical-, Kabarett-Aufführungen sowie Kleinkunstbetrieb: Kabarett, Komödie, Kindertheater, Musical, Zauberei. Mit seinem Stück „Operette sich wer kann“, einer musikalischen Kurzfassung von Mozarts Zauberflöte, gab Fischer über 1500 Vorstellungen. Gastkünstler der Kleinkunstbühne waren unter anderem: Heinz Erhardt, Ottfried Fischer, Jürgen Lechauer, Rena Schwarz, Die Avantgardinen, Andrea Gonze, Dominik Herzog, Miller the Killer, Andre Hartmann, Angelika Beier, Bernhard Reil. Auch das Theater der Altstadt, Klanggenuss Erlangen, Purzeltraumtheater, Ballettschule Erlangen und andere waren zu Gast.

### Gastronomie
Die angegliederte Gastronomie „Mühlenstube“ öffnete zwei Stunden vor der Vorstellung und bot 3- und 5-Gang-Menüs für die Theatergäste. Auch für exklusive Feiern standen die Mühlenstube und das Mühlentheater zur Verfügung. Sonntags gab es eine Matinee „Mit Brez’n – Braten – und Programm“, bei der Fischer unter dem Titel „Da Capo“ Opern auf Fränkisch parodierte, nach dem Motto: „Nicht eine Oper in drei Stund', sondern drei 'Obbern' in einer“. Oder er spielte Stücke von bekannten bayrischen Kabarettisten.

### Ausstattung
Ein schöner Innenhof empfing die Gäste und wurde auch für Veranstaltungen im Freien genutzt. Im linken Gebäude war der Eingangsbereich mit Kasse, Garderoben und Gästetoiletten. Dahinter, im linken Teil des ursprünglichen Mühlengebäudes, befand sich das Thekenfoyer mit historischen gusseisernen Säulen und im rechten Teil der eigentliche Theaterraum für bis etwa 300 Personen (nur Bestuhlung) oder für 200 Personen (Tische und Stühle) und eine dreiseitige Empore. Die Bühne war etwa 50 m² groß, mit einer Höhe von 5 m und einer Hinterbühne mit 20 m². Eine komplette Licht- und Tonanlage und ein Steinway-Konzertflügel (erste Aufführung am 20. September 1993) ergänzten die Einrichtung. Künstlergarderoben, Toiletten, Duschen für Personal und Künstler befanden sich hinter der Bühne.
Im Restaurant „Mühlenstube“ mit alter Holzbalkendecke, eingerichtet mit historischen Naturholzmöbeln, fanden bis ca. 80 Personen Platz. Für besondere Veranstaltungen wurde das „Toscana-Zimmer“ für bis 45 Personen genutzt. Im Sommer standen ein Biergarten und eine ca. 50 m² große Flussterrasse zur Verfügung.
Durch die gute Lage im Städtedreieck Nürnberg–Fürth–Erlangen und die guten Verkehrsverbindungen über den Frankenschnellweg A 73 und das Autobahnkreuz Nürnberg war das Mühlentheater gut erreichbar. Die Zufahrtstraße wurde in „Mühlentheaterstraße“ benannt. Der Parkplatz vor dem schmiedeeisernen Tor reichte für bis zu 150 Fahrzeuge.

### Ende
Das Mühlentheater in Möhrendorf schloss 2016 nach 24 Jahren Spielzeit wegen schwerer Krankheit des Intendanten endgültig.

## Weblink
- Kleinseebachermühle in der Ortsdatenbank des bavarikon, abgerufen am 20. August 2021.